# Saint-Léger-de-Balson
Saint-Léger-de-Balson är en kommun i departementet Gironde i regionen Nouvelle-Aquitaine i sydvästra Frankrike. Kommunen ligger i kantonen Saint-Symphorien som tillhör arrondissementet Langon. År 2022 hade Saint-Léger-de-Balson 316 invånare.

## Befolkningsutveckling
Antalet invånare i kommunen Saint-Léger-de-Balson
Referens:INSEE